# Paulinho Santos
João Paulo Maio dos Santos (* 21. November 1970 in Vila do Conde), besser bekannt unter dem Namen Paulinho Santos, ist ein ehemaliger portugiesischer Fußballspieler, der im defensiven Mittelfeld spielte.

## Vereins-Karriere
Santos begann seine Karriere im lokalen Verein Rio Ave FC und wechselte 1992 zum FC Porto, mit dem er sieben Meistertitel und fünf inländische Cups gewann. In Porto wurden er und vier andere Spieler die einzigen in der Geschichte des portugiesischen Fußballs, die fünf Meistertitel in Folge (1994–1999) gewannen. Als Porto 2003 den UEFA-Cup gewann, war Santos bereits nur noch Ergänzungsspieler. Er beendete seine Karriere nach der Saison. 
Santos war ein aggressiv agierender Spieler. So kam es während seiner Karriere öfters zum handgreiflichen Streit mit João Vieira Pinto von Benfica Lissabon. Als symbolische Geste aber tauschten beide das Trikot vor dem letzten Spiel von Santos gegen Sporting Clube de Portugal (wo Pinto zu der Zeit spielte), im Estádio das Antas im Juli 2003. Drei Jahre später begann er eine Karriere als Trainer, zuerst bei der Jugendmannschaft von Porto.
Seit dem 14. Februar 2012 ist er Co-Trainer beim FC Porto.

## Internationale Karriere
Paulinho Santos nahm für Portugal an 30 Länderspielen teil und erzielte zwei Tore (eines davon im Alleingang im 1:1-Auswärtsspiel gegen Österreich am 11. Oktober 1995). Sein erstes Spiel war am 19. Januar 1994 bei einem 2:2-Unentschieden im Freundschaftsspiel gegen Spanien in Vigo, sein letztes am 10. Februar 1999 beim 1:0-Sieg gegen die Niederlande in Rotterdam (ebenfalls ein Freundschaftsspiel).
Santos nahm an der Fußball-Europameisterschaft 1996 als Abwehrspieler teil, an der Fußball-Europameisterschaft 2000 konnte er verletzungsbedingt nicht teilnehmen. 

## Titel
- Portugiesischer Fußballmeister: 1992/93, 1994/95, 1995/96, 1996/97, 1997/98, 1998/99, 2002/03
- Portugiesischer Fußballpokal: 1993/94, 1997/98, 1999/2000, 2000/01, 2002/03
- Portugiesischer Super-Cup: 1993, 1994, 1996, 1998, 1999, 2001
- UEFA Cup: 2002/03